# Кристијан Томас (дански гимнастичар)
Кристијан Ричард Томас (Копенхаген, 7. фебруар 1896 — Гентофте, 4. октобар 1970) био је дански гимнастичар учесник Летњих олимпијских игара 1920. у Антверпену.
У Антверпену, Томас је постао олимпијски победник у екипном гимнастичком вишебоју слободним стилом. Такмичио се у данској екипи која је освојила прво место са 51,35 бодова испред Норвешке са 48,55. На такмичењу су учествовале само те две екипе.